# San Jose (Illinois)
San Jose – wieś w Stanach Zjednoczonych, w stanie Illinois, w hrabstwie Logan.